# Ністру (Атаки)
«Ністру» (рум. Nistru) — молдовський футбольний клуб з міста Атаки Окницького району, виступає у Національному дивізіоні, найвищій лізі чемпіонату Молдови. Домашні зустрічі проводить на стадіоні села Каларашовка, який вміщує 2 000 глядачів.

## Історія
Футбольну команду в Атаках було створено 1953 року, з якого вона почала виступи у змаганнях на рівні району.
З 1984 року команда з Атак була учасником республіканських футбольних змагань в Молдавській РСР. Після проолошення незалежності Молдови і створення власного національного чемпіонату клуб був заявлений для участі у першій молдавській лізі, другому за ієрархією дивізіоні чемпіонату. За результатами першого сезону 1992 року команда з Атак стала переможцем першої ліги і здобула право виступів у вищому дивізіоні першості Молдови з наступного сезону 1992—1993. З того часу «Ністру» (Атаки) — незмінний учасник турнірів у вищому дивізіоні чемпіонату Молдови.
Протягом 1990-х років команда здебільшого фінішувала в середині турнірної таблиці розіграшів національного чемпіонату. У 2000-х команда стала одним з лідерів молдовського футболу та регулярним учасником розіграшів європейських клубних турнірів. З 2002 по 2008 рік клуб тричі ставав срібним призером чемпіонату Молдови, стільки ж разів виборював бронзові нагороди національної першості. 2005 року «Ністру» став володарем Кубка Молдови.
Провальним для клубу став сезон 2009—2010, за результатами якого команда зайняла останнє, 12-е місце у турнірній таблиці чемпіонату. «Ністру» зберіг місце в елітному дивізіоні на наступний сезон лише завдяки змінам у форматі турніру, які передбачали розширення кількості його учасників з 12 до 14 команд.

## Досягнення
- Володар Кубка Молдови: 2005
- Фіналіст Кубка Молдови (8): 1994, 1997, 2001, 2002, 2003, 2006, 2007, 2008;
- Срібний призер чемпіонату Молдови (3): 2002, 2004, 2005;
- Бронзовий призер чемпіонату Молдови (3): 2003, 2007, 2008;

## Виступи в єврокубках
Кубок УЄФА
| Сезон   | Раунд | Суперник          | Вдома | На виїзді | В сукупності |  |
| ------- | ----- | ----------------- | ----- | --------- | ------------ |  |
| 2001–02 | КР    | Дебрецен          | 1–0   | 0–3       | 1–3          |  |
| 2002–03 | КР    | Абердин           | 0–0   | 0–1       | 0–1          |  |
| 2003–04 | КР    | Црвена Звезда     | 2–3   | 0–5       | 2–8          |  |
| 2004–05 | 1КР   | Шахтар Солігорськ | 2–1   | 1–1       | 3–2          |  |
| 2004–05 | 2КР   | Сігма             | 0–4   | 1–2       | 1–6          |  |
| 2005–06 | 1КР   | Хазар-Ланкаран    | 2–1   | 3–1       | 5–2          |  |
| 2005–06 | 2КР   | Грацер            | 0–1   | 0–2       | 0–3          |  |
| 2006–07 | 1КР   | БАТЕ              | 0–1   | 0–2       | 0–3          |  |
| 2007–08 | 1КР   | Будапешт Гонвед   | 1–1   | 1–1       | 2–2 (4–5 п)  |  |
| 2008–09 | 1КР   | Герта             | 1–8   | 0–0       | 1–8          |  |

Кубок Інтертото
| Сезон | Раунд | Суперник          | Вдома | На виїзді | В сукупності |  |
| ----- | ----- | ----------------- | ----- | --------- | ------------ |  |
| 2000  | 1     | Кумбран Таун      | 1–0   | 1–0       | 2–0          |  |
| 2000  | 2     | Аустрія Зальцбург | 1–1   | 2–6       | 3–7          |  |

## Відомі гравці
- Юрій Пантя